# Dragon Age: Dawn of the Seeker
Dragon Age: Dawn of the Seeker (ドラゴンエイジ ブラッドメイジの聖戦?, Doragon Eiji Buraddo Meiji no Seisen) è un film d'animazione  del 2012 diretto da Fumihiko Sori.
Film fantasy sceneggiato da Jeffrey Scott, tratto dalla serie di videogiochi sviluppata dalla BioWare Dragon Age.
Realizzato in stile anime CG, il film è una co-produzione statunitense e giapponese, pubblicato sia in lingua giapponese che in lingua inglese.
Il film è ambientato prima degli avvenimenti di Dragon Age: Origins, e racconta di come Cassandra Pentaghast, cavaliere cercatrice della chiesa, ha guadagnato la sua fama di eroina.

## Trama
Cassandra viene a sapere del piano di un gruppo di maghi del sangue di rovesciare la chiesa. I maghi hanno scoperto l'esistenza di una ragazza con l'abilità di poter controllare i draghi, e hanno intenzione di utilizzare il suo potere per dare inizio a un'era di dominio dei maghi, sino ad allora sotto il pesante giogo dalla chiesa. Sarà compito suo, l'ultima cacciatrice di draghi rimasta in vita, fermarli.

## Distribuzione

### Doppiatori
| Personaggio              | Doppiatore       | Doppiatore           |
| ------------------------ | ---------------- | -------------------- |
| Cassandra Pentaghast     | Chiaki Kuriyama  | Colleen Clinkenbeard |
| Regalyan D'Marcall       | Shōsuke Tanihara | J. Michael Tatum     |
| Frenic                   | Hiroshi Iwasaki  | Chuck Huber          |
| Somma Sacerdotessa       | Kaya Matsutani   | Brina Palencia       |
| Byron                    | Tetsuo Komura    | John Swasey          |
| Primo Cercatore          | Takaya Hashi     | Robert Bruce Elliott |
| Comandante delle guardie | Gackt            | Christopher Sabat    |
| Divina                   | Gara Takashima   | Pam Dougherty        |
| Lazarro                  | Hiroomi Sugino   | Mike McFarland       |
| Primo Incantatore        | Kazuaki Itō      | Kenny Green          |
| Alte                     | Hajime Iijima    | Joel McDonald        |
| Haydi                    | Go Shinomiya     | Ian Sinclair         |
| Anthony Pentaghast       | Eiji Miyashita   | John Burgmeier       |
| Avexis                   | Tomoko Nakamura  | Monica Rial          |
| Reverenda Madre          | Junko Kitanishi  | Luci Christian       |